# علم الأدوية الجيني للسرطان

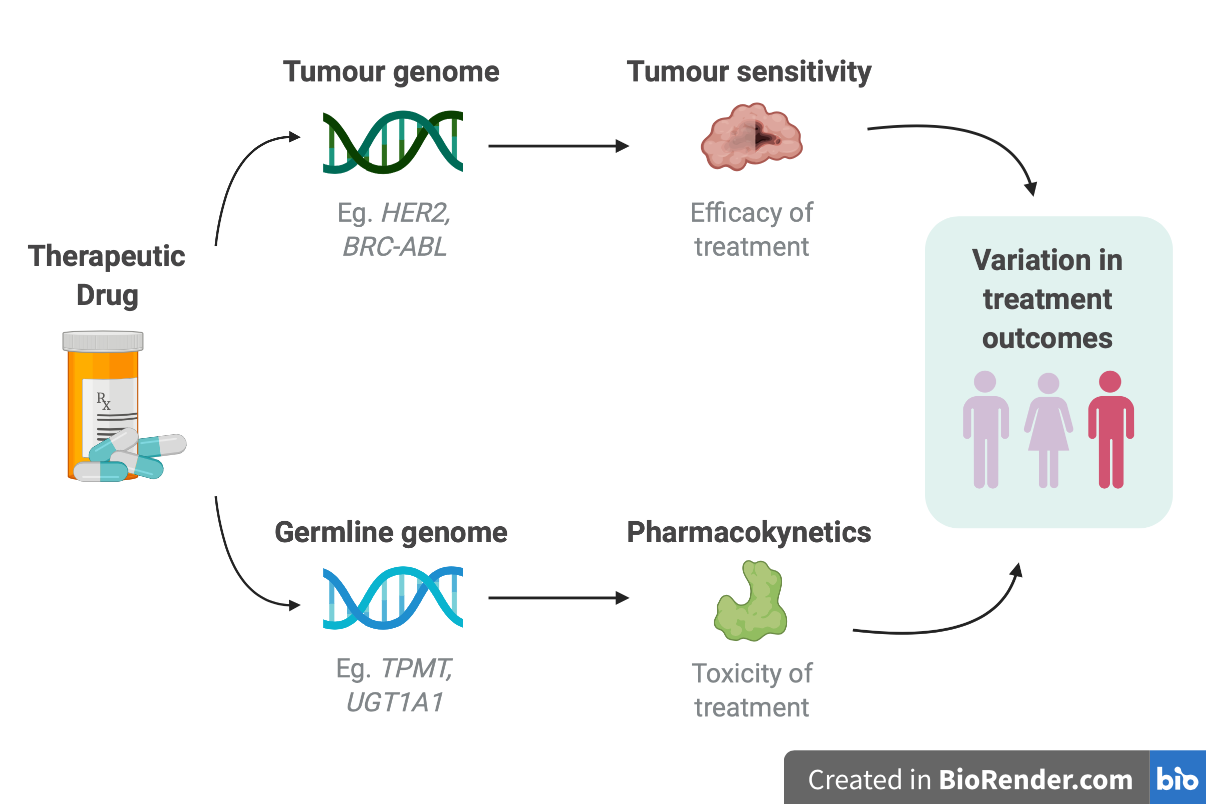

يتناول علم الأدوية الجيني للسرطان دراسة كيفية تأثير الاختلافات في المجموع المورثي (الجينوم) على استجابة الفرد لمختلف العلاجات الدوائية للسرطان. وهو مجموعة فرعية من المجال الأوسع لعلم الأدوية الجيني، وهو مجال الدراسة الذي يهدف إلى فهم كيفية تأثير المتغيرات الجينية على فعالية الدواء وسميته.
السرطان هو مرض جيني (مورثي) حيث تستطيع التغييرات في الجينات أن تؤدي إلى نمو الخلايا وانقسامها بشكل خارج عن السيطرة. قد يكون لكل سرطان مجموعة مميزة من الطفرات الجينية، وقد تطرأ تغيرات جينية مختلفة حتى على الخلايا داخل الورم نفسه. في الظروف السريرية، عادةً ما لوحظ أن الأنواع وجرعات العلاج نفسها يمكنها أن تؤدي إلى اختلافات كبيرة في الفعالية والسمية بين المرضى، وبالتالي، فإن تطبيق علم الأدوية الجيني في مجال السرطان قد يقدم فوائد رئيسية لتخصيص علاج السرطان، وتقليص سمية العلاج، وزيادة فعالية العلاج إلى أقصى حد. قد يتضمن ذلك اختيار الأدوية التي تستهدف طفرات معينة داخل الخلايا السرطانية، وتحديد المرضى المعرضين لخطر السمية الشديدة للدواء، وتحديد العلاجات التي من المرجح أن يستفيد منها المريض. يتمتع تطبيق علم الأدوية الجيني على مرض السرطان باختلافات كبيرة مقارنة بالأمراض المعقدة الأخرى، فهناك جينومان يجب مراعاتهما؛ الخط الجنسي (الخط الإنتاشي) والورم. يتناول جينوم الخط الجنسي الاختلافات الجينية الموروثة بين الأفراد، ويتناول جينوم الورم أي طفرات جسدية تتراكم مع تطور السرطان. يمثل تراكم الطفرات الجسدية داخل جينوم الورم تغييرًا في المرض، ويلعب دورًا رئيسيًا في فهم كيفية استجابة الأفراد للعلاجات. بالإضافة إلى ذلك، يؤثر جينوم الخط الجنسي في ردود الفعل السمية على علاج معين ويُعزى ذلك إلى تأثيره في التعرض للأدوية. على وجه التحديد، تشارك جينات الحركية الدوائية في تعطيل المركبات النشطة والتخلص منها. بناء على لذلك، يجب أيضًا مراعاة الاختلافات داخل جينوم الخط الجنسي.

## الاستراتيجيات
أدى التقدم في تشخيص السرطان وعلاجه إلى تحويل استخدام الأساليب التقليدية للفحص البدني، في الجسم الحي، والتحليل المرضي النسيجي المرضي لتقييم مسببات السرطان، والطفرات، والمؤشرات الحيوية الجينومية القابلة للاستهداف. هناك عدد متزايد من المتغيرات الجينومية التي تُدرس وتُحدد على أنها أهداف محتملة يمكن التأثير فيها علاجيًا ومعدِّلة لاستقلاب الدواء. وبالتالي، يمكن استخدام المعلومات الجينومية للمريض، بالإضافة إلى معلومات بخصوص ورم المريض، لتحديد نهج شخصي لعلاج السرطان.

### تعديلات الحمض النووي الناتجة عن السرطان
قد تشمل تعديلات الحمض النووي الناتجة عن السرطان طفرات الدنا الجسدية ومتغيرات الدنا الموروثة. وهي ليست محط تركيز مباشر للدراسات الدوائية الجينية، ولكن قد يكون لها تأثير في استراتيجيات علم الأدوية الجيني. قد تؤثر هذه التعديلات في الحرائك الدوائية والديناميكيات الدوائية للمسارات الأيضية (الاستقلابية)، ما يجعلها أهدافًا محتملة للأدوية يمكن التأثير فيها.
مع استمرار تطور تقنيات الجينوم الكامل، ستكون هناك فرص متزايدة لاكتشاف الطفرات والتغيرات المشاركة في تطور الورم، والاستجابة للعلاج، واستقلاب الدواء.

### البحث عن تعدد الأشكال
يشير البحث عن تعدد الأشكال المرشح إلى العثور على تسلسلات دنا متعددة الأشكال ضمن جينات محددة تكون مرشحة لسمات معينة. في علم الأدوية الجيني، تحاول هذه الطريقة فصل سمات الحركية الدوائية أو الديناميكية الدوائية للمركب عن مستوى تعدد الأشكال المرشح. قد يساهم هذا النوع من المعلومات في اختيار استراتيجيات علاجية فعالة للمريض.
يمكن اللجوء إلى إسكات الجينات لفهم التأثير الوظيفي المحتمل لتسلسل دنا متعدد الأشكال. شاع استخدام الرنا المتداخل الصغير في السابق لكبح التعبيرات الجينية، ولكن في الآونة الأخيرة، اقتُرح استخدام الرنا المتداخل الصغير في دراسة العلاجات وتطويرها.
من الطرق الجديدة الأخرى المطبقة التكرارات العنقودية المتناظرة القصيرة منتظمة التباعد (كريسبر). تشكل كريسبر، مع إنزيم كاس 9 (البروتين المرتبط بكريسبر 9)، أساس التكنولوجيا المعروفة باسم كريسبر-كاس 9. يمكن لهذا النظام التعرف على تسلسلات معينة من الحمض النووي وشطرها، وبالتالي فهو نظام فعال لأغراض إسكات الجين.

### البحث عن مسار
البحث عن مسار مرشح هو امتداد للاستراتيجيات السابقة. يتناول هذا النوع من التحليل مجموعة من الجينات ذات الصلة، التي قد يكون لوظيفتها المتغيرة تأثير في العلاج، بدلًا من التركيز على جين واحد فقط. قد يقدم رؤية بخصوص معلومات إضافية مثل تفاعلات الجينات مع الجينات، أو التأثيرات الروكبية، أو التأثيرات الناتجة عن العناصر التنظيمية المقرونة. يساهم هذا كله في فهم الاختلافات في فعالية الدواء وسميته بين المرضى.

### استراتيجيات الجينوم الكامل
إن التقدم في ما يخص تكلفة تقنيات التسلسل وإنتاجيتها يمكّن من إجراء السَلسَلة الجينومية الكاملة بمعدلات أعلى. قد تساعد القدرة على إجراء تحليل الجينوم الكامل لمرضى السرطان في تحديد علامات الاستعداد للسمية والفعالية الدوائية. تشمل استراتيجيات اكتشاف علم الأدوية الجيني الذي يستخدم السلسلة الجينومية الكاملة استهدافَ امتدادات الجينات المتغيرة بشكل متكرر (المعروفة باسم النقاط الساخنة) لتحديد علامات ذات أهمية تشخيصية وتنبؤية، أو استهداف جينات محددة معروفة بأنها مرتبطة بمرض معين.

## أمثلة عن الهدف الجيني

### إتش إي آر 2
المستقبِل إتش إي آر 2 (HER2) هو هدف علاجي ثابت بالنسبة إلى سرطان الثدي، ويُلاحظ تفعيله في 20% تقريبًا من سرطانات الثدي نتيجة الإفراط في التعبير. يتداخل التراستوزوماب مع إشارات الإتش إي آر 2، وهو أول دواء مستهدف لمستقبل إتش إي آر 2 وطُوّر في عام 1990. في عام 2001، أظهرت دراسة أن إضافة التراستوزوماب إلى العلاج الكيميائي أدت إلى تحسين إجمالي البقيا لدى النساء المصابات بسرطان الثدي النقيلي إيجابي الإتش إي آر 2. ثم تبين في عام 2005 أن الإتش إي آر 2 فعال كعلاج مساعد للنساء المصابات بسرطان الثدي في المراحل المبكرة منه، وبالتالي، كان التراستوزوماب معيارًا للرعاية والعلاج في كلتا مرحلتي سرطان الثدي إيجابي الإتش إي آر 2 النقيلية والمبكرة. كشفت العديد من دراسات تسلسل الجينوم أيضًا أن أورام السرطان الأخرى تبدي تغيرات في الإتش إي آر 2، بما في ذلك الإفراط في التعبير، والتضخمات، وغيرها من الطفرات. وبسبب هذا، هناك الكثير من الاهتمام بخصوص دراسة فعالية العلاجات التي تستهدف الإتش إي آر 2 ضمن مجموعة من أنواع السرطان، بما في ذلك المثانة، والقولون، والمستقيم، والوصلة المعدية المريئية.

### بي آر سي-إيه بي إل
تنتج غالبية حالات ابيضاض الدم النقوي المزمن عن إعادة ترتيب بين الصبغيين 9 و22. ينتج عن ذلك اندماج المورثتين بي آر سي (BRC) وَإيه بي إل (ABL). يرمز هذا الاندماج الجيني الشاذ لنشاط كيناز التيروسين غير المنتظم، ما يؤدي إلى الانقسام السريع والمستمر لخلايا الدم البيضاء. تستهدف الأدوية المعروفة باسم مثبطات كيناز التيروسين الجين الجديد بي آر سي-إيه بي إل (BRC-ABL)، وهي العلاج المعياري لابيضاض الدم النقوي المزمن. كان الإيماتينب أول مثبط مُكتشف لكيناز التيروسين يستهدف البي آر سي-إيه بي إل بدقة عالية. ومع ذلك، بعد استخدام الإيماتينب خطًا علاجيًا أول، طُورت العديد من آليات المقاومة المعتمدة على بي آر سي-إيه بي إل والمستقلة عن بي آر سي-إيه بي إل. وهكذا، طُورت أدوية الخط الثاني والخط الثالث الجديدة أيضًا لمعالجة الأشكال الجديدة المحوّرة من البي آر سي-إيه بي إل، ومن ضمنها الداساتينيب، والنيلوتينيب، والبوسوتينيب، والبوناتينيب.